# 1891 en football
Cet article présente les faits marquants de l'année 1891 en football.

## Mars
- 14 mars : Everton (14 victoires, 1 nul et 7 défaites) est sacré champion d’Angleterre de football.
- 25 mars : finale de la 20e FA Cup (161 inscrits). Blackburn Rovers 3, Notts County FC 1. 23 000 spectateurs au Kennington Oval.

## Avril
- 6 avril : à Blackburn, l'Angleterre bat l’Écosse 2-1.

## Mai
- 7 mai : à Sunderland, l’Angleterre bat le Pays de Galles 4-1.
- 21 mai : Dumbarton et Rangers F.C. se partagent le premier titre de champion d’Écosse. À égalité de points à l’issue de la saison, les deux formations ne parviennent à se départager à l’occasion d’un match d’appui, 2-2.
- KB remporte le championnat de Copenhague.
- Le club de football londonien de « Royal Arsenal » devient le Woolwich Arsenal et passe professionnel. C’est le premier club du Sud du pays à franchir le Rubicon.

## Septembre
- Septembre : le trio arbitral fait son entrée en scène sur les terrains de football anglais. Jusque-là, l’arbitrage était confié à deux Umpires sur le terrain et un Referee en tribune. Les Umpires qui étaient désignés par les capitaines de chaque équipe ne sifflaient pas les fautes, et se contentaient de prononcer des arbitrages à la demande des capitaines. Le referee en tribune était chargé de trancher, en appel, entre les deux Umpires. Ce système ayant montré ses limites, le referee devient seul arbitre de champ, tandis que les deux Umpires sont repoussés le long des lignes de touche. L’arbitre du centre est désormais seul maître à bord d’un match et c’est maintenant lui qui signale les fautes par un coup de sifflet et fixe la sentence. Il peut notamment user d’une nouvelle sanction : le penalty.
- 13 septembre : match de barrage entre Old Caledonians et Saint-Andrew’s, à égalité parfaite (6 victoires, 1 nul et 1 défaite) à l’issue de la première édition du championnat d’Argentine de football. Saint-Andrews s’impose 3-1, mais la Fédération désigne les deux formations championnes.
- 14 septembre : John Heath de Wolverhampton Wanderers FC inscrit le premier but sur penalty de l’histoire du football.
- Des Britanniques (Écossais principalement) résidant à Paris fondent le club français des White-Rovers.

## Novembre
- 1er novembre : fondation du club belge du Club Bruges KV.

## Naissances
- 26 février : Carlo Carcano, footballeur italien.
- 3 mars : Arthur Drewry, dirigeant anglais.
- 16 mars : Patsy Gallacher, footballeur irlandais.
- 27 mars : Bobby Parker, footballeur écossais. († 1950).
- 1er avril : Enrico Sardi, footballeur italien.
- 6 avril : Sidney Bowser, footballeur anglais.
- 10 avril : Frank Barson, footballeur anglais.
- 20 mai : Per Skou, footballeur norvégien.
- 6 juin : Oscar Verbeeck, footballeur belge.
- 17 juillet : Maurice Gravelines, footballeur français.
- 6 août : Billy Gillespie, footballeur nord-irlandais.
- 17 août : Alfred Roth, footballeur français.
- 31 août : Alfredo Ghierra, footballeur uruguayen.
- 14 septembre : Hussein Hegazi, footballeur égyptien.
- 21 septembre : George Kay, footballeur anglais.
- 22 septembre : Charles Buchan, footballeur anglais. († 25 juin 1960).
- 3 octobre : Paul Romano, footballeur français.
- 21 novembre : Just Göbel, footballeur néerlandais.
- 28 novembre : John « Jack » Alderson, footballeur anglais.
- 8 décembre : John Langenus, arbitre belge.
- 25 décembre : Poul « Tist » Nielsen, footballeur danois.

## Décès
- 22 juin : Albert Aldridge, footballeur anglais.
- 4 juillet : William Henry Gladstone, footballeur écossais.